# 준용
준용(準用) 또는 유추적용은 법적 개념으로 필요한 경우 그 한도에서 변경을 가하여 적용한다는 것을 말한다. 준용을 하는 이유는 법전을 간소화하고 같은 내용 반복을 피하기 위해서 있다. 단점으로는 한 조문을 이해하기 위해서 다른 조문을 참조해야 해석이 가능하다는 것이다.

## 참고 문헌
- 이상태, 《물권법》 법원사, 2009. ISBN 9788991512429

## 같이 보기
- 유추해석금지의 원칙